# Jean Daillé
Jean Daillé ((en latín) Dallaeus) (6 de enero de 1594 – 15 de abril de 1670 ) fue un ministro hugonote francés y comentarista bíblico. Se le menciona en la History of Protestantism de James Aitken Wylie como autor de una Apology for the French Reformed Churches.

## Vida
Nació en Châtellerault y se educó en Poitiers y Saumur. De 1612 a 1621 fue tutor de dos de los nietos de Philippe de Mornay, señor de Plessis Marly. Con sus alumnos viajó a Italia en 1619 y conoció a Paolo Sarpi en Venecia.
Ordenado ministerio en 1623 fue durante algún tiempo capellán privado de Du Plessis Mornay, en La Forêt-sur-Sèvre, y posteriormente trabajó en la Histoire de la vie de Messire Philippes de Mornay. En 1625 Daillé fue nombrado ministro de la iglesia de Saumur, y en 1626 fue elegido por el consistorio de París para ser ministro de la iglesia de Charenton. En el ala moderada de los calvinistas, fue moderador del Sínodo de Loudon. Este fue el último sínodo nacional celebrado en Francia, que se reunió en 1659. Como en su Apologie des Synodes d'Alençon et de Charenton (1655), defendió el hipotético universalismo de Moses Amyraut.

## Obras
Sus obras incluyen el tratado Du vrai emploi des Pères (1631), traducido al inglés por Thomas Smith bajo el título A Treatise concerning the right use of the Fathers (1651). La obra ataca a quienes hicieron concluyente la autoridad de los Padres de la Iglesia en cuestiones de fe y práctica. Daillé sostiene que el texto de los Padres es a menudo corrupto y, incluso cuando es correcto, el razonamiento suele ser ilógico. Sostuvo que todas las epístolas ignacianas eran espurias y John Pearson lo contradijo.
En sus masivo Sermons on the Philippians and Colossians, Daillé afirmó ser un predicador. También escribió Apologie pour les Eglises Réformes y La foi fondée sur les Saintes Écritures. Su vida fue escrita por su hijo Adrien, que se retiró a Zúrich al revocarse el edicto de Nantes.